# Richard Klemens, książę von Metternich-Winneburg
Richard Klemens, książę von Metternich-Winneburg (ur. 7 stycznia 1829 w Wiedniu – zm. 1 marca 1895 tamże) – austriacki dyplomata.
Był synem Klemensa Lothara von Metternicha. W 1855 został sekretarzem austriackiego poselstwa w Paryżu. W 1856 mianowany austriackim posłem nadzwyczajnym i ministrem pełnomocnym przy dworach saskich. Ambasador w Paryżu w latach 1859–1870. 

## Odznaczenia
Odznaczenia von Metternicha-Winneburga to między innymi:
- Krzyż Wielki Orderu Leopolda
- Krzyż Wielki Orderu Świętego Stefana
- Krzyż Wielki Orderu Guadalupe (Meksyk)
- Krzyż Wielki Orderu Alberta w brylantach (Saksonia)
- Krzyż Wielki Orderu Ernestyńskiego (Saksonia)
- Wielki Oficer Orderu Leopolda (Belgia)
- Kawaler Legii Honorowej (Francja)
- Order Świętego Jana (Prusy)